# Katy de la Cruz
Catalina de la Cruz (13 de febrero de 1907 - San Francisco, 10 de noviembre de 2004), conocida artísticamente como Katy de la Cruz, fue una cantante filipina de música jazz al estilo Torch song. En su época fue denominada como «La Reina del Jazz».
Su carrera artística empezó cuando contaba unos 18 años de edad, lo cual se entretenía cantando. Tras las películas realizadas fue denominada, dentro de las FAMAS Best Supporting Actress, como la estrella favorita del año 1953. Participó en un campeonato de boxeo. En 1914 ya entra en escena para actuar en películas y teatros, con los cuales va batiendo récords a todo nivel. Entre 1940 y 1950, realiza un concierto muy importante en un festival organizado por la Forbidden City nightclub en San Francisco, California en los Estados Unidos. Muy bien conocida, realiza una gran gira de conciertos en países como Tailandia, Taiwán, Hong Kong, Singapur, Australia y Hawái.
De la Cruz finalmente dejó San Francisco, California, aunque ella de vez en cuando se vio realizar giras hasta finales del decenio de 1980. En 1989, visitó su país de origen, Filipinas, para asistir al estreno en el Centro Cultural de Filipinas de Katy. Fue publicitada esta escena musical basada en su vida real. Producido por Celeste Legaspi, Katy Protagonizó Mitch Valdés papel de dicho título y su música fue compuesta por Ryan Cayabyab con letra y composición de José Javier Reyes. Durante esta visita, en los ochenta y dos años, De la Cruz apareció en varios programas de televisión de Filipinas, la realización de su sintonía Balut. En 1990 por problemas de salud, De la Cruz hace su anuncio de retirarse de los escenarios y después de algunos años, en 2004, se da la noticia sobre su fallecimiento.
De la Cruz de los cuatro hijos que ha tenido, su hija Angie ha seguido su talento artístico, la vinculación con Nikki Ross para formar ala Dúo, de una película producida durante la década de los años 50.